# Phare de Santa Cruz
Pour l’article homonyme, voir Phare de Santa Cruz (Surfing Museum).
Le phare de Santa Cruz (ou phare de Walton) est un phare situé sur la jetée ouest du port de Santa Cruz, dans le Comté de Santa Cruz (État de la Californie), aux États-Unis.
Ce phare est géré par la Garde côtière américaine, et les phares de l'État de Californie sont entretenues par le District 11 de la Garde côtière .

## Histoire
Charles Walton, un homme d'affaires local, a contribué à la construction du phare du port de Santa Cruz, en l'honneur de son frère défunt Derek Walton, un marin de la marine marchande.
Le phare a été construit en 2001. Il a remplacé le premier qui avait été érigé en 1964. Il ne doit pas être confondu avec le phare de Santa Cruz (Surfing Museum) un peu plus loin vers Steamer Lane (en) , un spot réputé pour le surf.

## Description
Le phare actuel est une tour cylindrique en béton, avec galerie et lanterne, de 12,6 m de haut. Il est peint en blanc, avec un liseré vert sur la galerie. Son feu à occultations émet, à une hauteur focale de 18 m, un éclat vert toutes les 4 secondes. Sa portée est de 8 milles nautiques (environ 15 km). Il possède aussi une corne de brume émettant un blast toutes les 30 secondes

Identifiant : ARLHS : USA-1001 - Amirauté : G4002 - USCG : 6-0300.
|                       |
| Santa Cruz Breakwater |

|          |
| Le phare |

### Lien connexe
- Liste des phares de la Californie